# Кастаньоле-Монферрато
Кастаньоле-Монферрато (итал. Castagnole Monferrato) — коммуна в Италии, располагается в регионе Пьемонт, в провинции Асти.
Население составляет 1313 человека (2008 г.), плотность населения составляет 76 чел./км². Занимает площадь 17 км². Почтовый индекс — 14030. Телефонный код — 0141.
Покровителями коммуны почитаются святые Иоаким и Анна, празднование 26 июля.

## Демография
Динамика населения:

## Администрация коммуны
- Официальный сайт: https://web.archive.org/web/20060819014721/http://www.castagnolemonferrato.com/